# Николай Вълев
Николай Петров Вълев е български футболист, нападател на Славия (София) от 2009. Той е роден на 24 април 1980 г. в Ямбол, България. Висок е 188 см. Кариерата му преминава през Светкавица (Търговище); Спартак (Варна); Черно море (Варна); Светкавица (Търговище); Бажил (Турски Кипър)и Амагуста (Турски Кипър). В А група има 23 мача и 2 гола.

## Статистика по сезони
| Сезон   | Отбор              | Първенство | Мачове | Голове |
| ------- | ------------------ | ---------- | ------ | ------ |
| 2003/04 | Спартак (Варна)    | А група    | 20     | 2      |
| 2004/05 | Черно море (Варна) | А група    | 3      | 0      |